# Pánfilo de Narváez
Pánfilo de Narváez (1470 Navalmanzano, Španělsko – 1528 ústí řeky Mississippi, španělská Florida) byl španělský conquistador a cestovatel. Prozkoumal značnou část území od západního pobřeží Floridy až po ústí řeky Mississippi.

## Dobyvatelské cesty

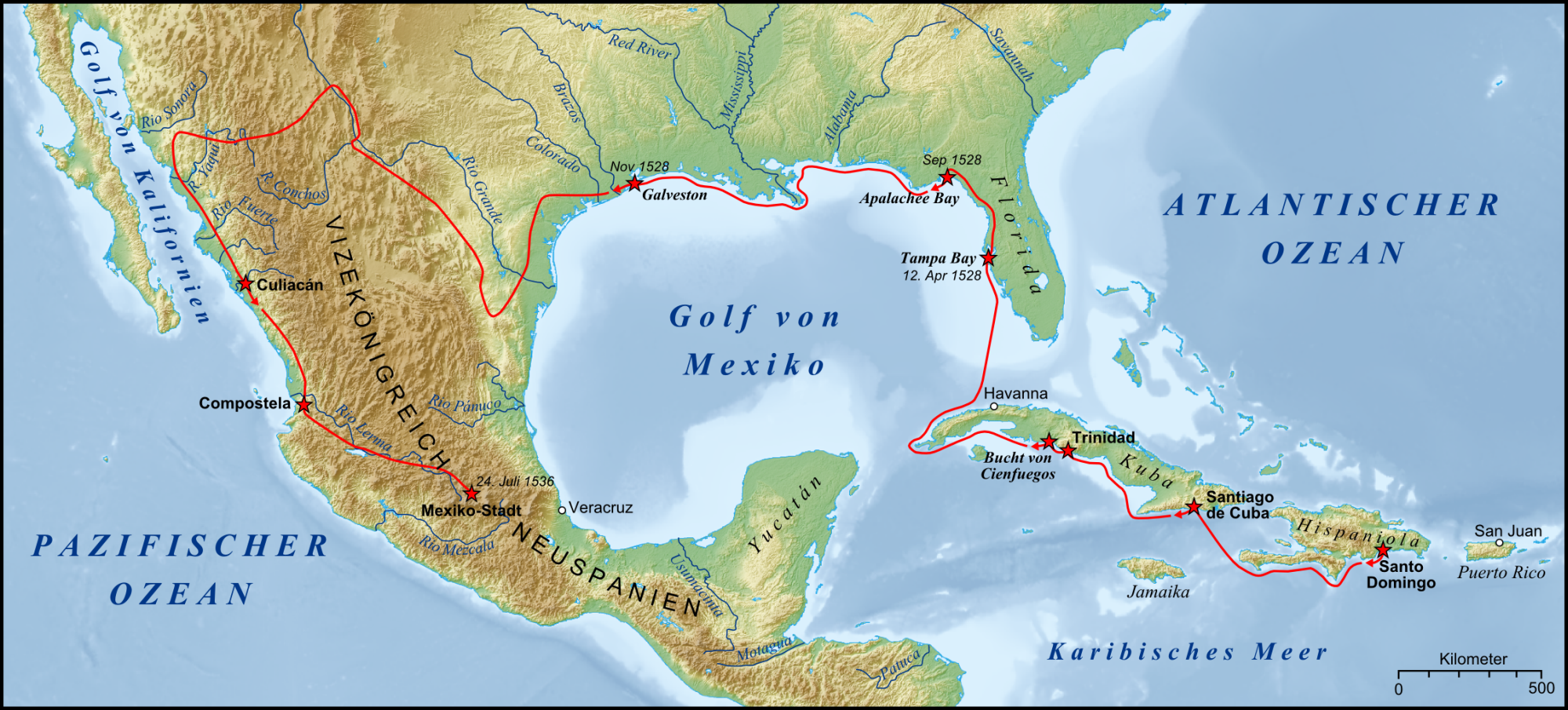
Expedice Álvara Núñeze Cabeza de Vaca 1528 až 1536

V roce 1511 se Narváez účastnil dobývání Kuby, kde proslul svou krutostí k domorodcům. V roce 1520 byl vyslán guvernérem Velasquezem do Mexika, aby zatkl Hernána Cortése, byl jím však krátce po přistání poražen a zajat. Po propuštění v roce 1523 se vrátil na Kubu a později do Španělska. Roku 1527 získal privilegium kolonizovat území mezi Floridou a východním Mexikem. V roce 1528 se vylodil s oddílem o 400 mužích na západním pobřeží Floridy u zálivu, kde dnes leží město Tampa, aby pokračoval v objevech, které před ním udělal Juan Ponce de León. Pustil se obtížným terénem po souši na západ, po značných ztrátách v boji s Indiány se dostal až k zálivu Apalachee, kde vystavěl čluny, aby doplul do Mexika. Se zbytkem mužstva sledoval pobřeží až k ústí řeky „Svatého ducha“, která dnes nese název Mississippi, kde při ztroskotání utonul. Zbytek výpravy se dostal až na území dnešního Texasu, kde však většina účastníků padla v boji s Indiány nebo zemřela na nemoci. Na živu zůstalo jen 15 mužů, mezi nimi i Álvar Núñez Cabeza de Vaca.